# Guillermo Guerrero
Guillermo Guerrero (26 de julio de 1923 - 25 de junio de 2009) fue un dibujante argentino.

## Carrera
En 1938 y con tan sólo 15 años de edad se inició profesionalmente como ayudante del dibujante Lino Palacio, con quien trabajó durante nueve años. Dos años después, el diario La Razón publicó su primera historieta, llamada Villa Mosquete, 1625. En 1947 pasa a integrar el cuerpo de dibujantes de Guillermo Divito en la revista Rico Tipo; allí permanece hasta su cierre en 1973, donde llega a ocupar el cargo de jefe de dibujantes. En 1941 conoció a Walt Disney, de quien conserva una afectuosa carta.
En 1966 fundó junto a Héctor Sídoli la Revista Lúpin que se publicó ininterrumpidamente durante 42 años. Fue el propio Divito quién sugirió que se usara el nombre del personaje creado por Guerrero para el nombre de la revista. Luego de la muerte de Sídoli y del número 499 de Lupín crea la Revista Pínlu, íntegramente a cargo de Guerrero. Allí escribió y dibujó las historietas del personaje del título, Moscakid, y Piedrito y Saurito, además de encargarse de los “planitos” de aeromodelos para armar. En 2005, la revista y sus autores fueron homenajeados por el Museo de la Caricatura Severo Vaccaro. 
Guillermo Guerrero colaboró en forma alternativa en los diarios y revistas Don Fulgencio, Bicho Feo, El Laborista, El Hogar, Mundo Deportivo, Antena, Tit-Bits, Campeón, El Trencito, La Revista Dislocada, Tibor Gordon, Popurrí, Figuritas, Avivato, Bomba H, Afanancio, Piantadino, Loco lindo, Picardía y Petitera, habiendo creado variados personajes como Leré Leré, Tatita, Riverito y Bocarin, Canelón el utilero, Rubita, Tanguito y Langosta, Al Feñique, Piedrito y Saurito y Mosca Kid, entre otros. También realizó ilustraciones de cuentos, chistes, carátulas y trabajos publicitarios.
Entre sus guionistas durante su larga faceta en la Revista Lúpin, se cuentan a su propia hija, Claudia, y a colaboradores de años, como Héctor López, Fabián Rousselot y Carlos Ernesto Frutos.
Lamentablemente el 25 de junio de 2009, Guerrerito, como muchos le decían, nos dejó.

### Inicios
- ¿Cuándo empezaste a dibujar?

Y… que me acuerde…tenía tres o cuatro años y dibujaba…  autitos… avioncitos. Cuando tenía 7 años, en 1930, me publicaron el primer dibujo en la vieja Caras y Caretas en la página de los niños. Se trataba de dos avioncitos haciendo acrobacia y lo titulé “Ejercicio aéreo” (premonición agrego yo, ya que luego por más de cuarenta años, su principal personaje será un aviador con todas las de la ley, nuestro amigo  Lúpin).